# 구은경
구은경(1981년 8월 25일 ~ )은 대한민국의 레이싱모델이다.

## 경력
- 2005년 서울모터쇼 도우미걸
- 2005년 BAT레이싱, 오토살롱, 모터쇼 포드모델
- 2006년 서울모터쇼 렉서스 모델
- 2007년 서울모터쇼 혼다 모델
- 2008년 서울모터쇼 아우디 모델
- 2011년 CJ티빙 슈퍼레이스 넥센타이어 모델

## 에어빙모델
- 2010년 레이싱파크 CJ티빙닷컴 슈퍼레이스 레이싱모델
- 2011년 넥센타이어 레이싱모델